# 刘亚莉
刘亚莉（1980年2月9日—），出生于河北张家口，中国足球运动员，中国国家女子足球队成员，司职后卫。她曾参加2002年亚洲运动会和2006年亚洲运动会，两届赛事分别获得一枚银牌和一枚铜牌。